# Cantó de Langònha

El cantó de Langònha és un cantó francès del departament del Losera, a la regió d'Occitània. Està enquadrat al districte de Mende, té 9 municipis i el cap cantonal és Langònha.

## Municipis
- Aurós
- Chastanhièr
- Lo Chailar de l'Avesque
- Fontanas
- Langònha (chef-lieu)
- Luc
- Naussac
- Ròcla
- Sant Flor de Mercoira